# John Steiner
John Steiner (Chester, 7 gennaio 1941 – Palm Springs, 31 luglio 2022) è stato un attore britannico.

## Biografia
Dapprima attore teatrale e televisivo, si trasferì in Italia negli anni sessanta, dove fu ingaggiato per recitare una parte nel film Tepepa. Qui ebbe una lunga e fortunata carriera di caratterista in vari film di genere: commedie, spaghetti-western e poliziotteschi, interpretando spesso personaggi inquietanti. Ha recitato in quattro film del regista Tinto Brass.
Nel 1991 Steiner si ritirò dal cinema e si trasferì a Los Angeles, dove divenne un agente immobiliare.
È morto in ospedale a Palm Springs il 31 luglio 2022, dopo essere stato coinvolto in un incidente stradale avvenuto a La Quinta, in California. Aveva 81 anni.

## Vita privata
Steiner era bisessuale e negli anni sessanta ebbe una relazione con il regista John Schlesinger: fu l'ispirazione per il personaggio di Bob Elkin (interpretato da Murray Head) in Domenica, maledetta domenica.
Successivamente si sposò e rimase legato alla moglie per oltre trent'anni. Steiner, oltre alla lingua madre inglese, parlava francese, italiano e tedesco.

## Filmografia

### Cinema
- Marat/Sade, regia di Peter Brook (1967)
- Il mio amico il diavolo (Bedazzled), regia di Stanley Donen (1967)
- Tepepa, regia di Giulio Petroni (1967)
- Work Is a 4-Letter Word, regia di Peter Hall (1968)
- Una su 13 (12+1), regia di Nicolas Gessner (1969)
- La ragazza di nome Giulio, regia di Tonino Valerii (1970)
- L'asino d'oro: processo per fatti strani contro Lucius Apuleius cittadino romano, regia di Sergio Spina (1970)
- Alba pagana, regia di Ugo Liberatore (1970)
- Incontro d'amore, regia di Ugo Liberatore (1970)
- L'istruttoria è chiusa: dimentichi, regia di Damiano Damiani (1971)
- Sbatti il mostro in prima pagina, regia di Marco Bellocchio (1973)
- Rappresaglia, regia di George P. Cosmatos (1973)
- La polizia è al servizio del cittadino?, regia di Romolo Guerrieri (1973)
- La villeggiatura, regia di Marco Leto (1973)
- Zanna Bianca, regia di Lucio Fulci (1973)
- Il ritorno di Zanna Bianca, regia di Lucio Fulci (1974)
- L'invenzione di Morel, regia di Emidio Greco (1974)
- Roma violenta, regia di Marino Girolami (1975)
- Il cav. Costante Nicosia demoniaco ovvero: Dracula in Brianza, regia di Lucio Fulci (1975)
- L'ultimo giorno di scuola prima delle vacanze di Natale, regia di Gian Vittorio Baldi (1975)
- Sharon's Baby (I Don't Want to Be Born), regia di Peter Sasdy (1975)
- Ondata di piacere, regia di Ruggero Deodato (1975)
- Salon Kitty, regia di Tinto Brass (1975)
- E tanta paura, regia di Paolo Cavara (1976)
- Milano violenta, regia di Mario Caiano (1976)
- Mark colpisce ancora, regia di Stelvio Massi (1976)
- Le deportate della sezione speciale SS, regia di Rino Di Silvestro (1976)
- Antonio Gramsci - I giorni del carcere, regia di Lino Del Fra (1977)
- Von Buttiglione Sturmtruppenführer, regia di Mino Guerrini (1977)
- Goodbye & Amen, regia di Damiano Damiani (1977)
- Schock, regia di Mario Bava (1977)
- Mannaja, regia di Sergio Martino (1977)
- La malavita attacca... la polizia risponde!, regia di Mario Caiano (1977)
- L'avvocato della mala, regia di Alberto Marras (1977)
- Caligola, regia di Tinto Brass e Bob Guccione (1979)
- Action, regia di Tinto Brass (1980)
- L'ultimo cacciatore, regia di Antonio Margheriti (1980)
- Car Crash, regia di Antonio Margheriti (1981)
- I cacciatori del cobra d'oro, regia di Antonio Margheriti (1982)
- Tenebre, regia di Dario Argento (1982)
- I sopravvissuti della città morta, regia di Antonio Margheriti (1983)
- Mystère, regia di Carlo Vanzina (1983)
- I due carabinieri, regia di Carlo Verdone (1984)
- Il mondo di Yor, regia di Antonio Margheriti (1983)
- Inferno in diretta, regia di Ruggero Deodato (1985)
- Troppo forte, regia di Carlo Verdone (1986)
- Cobra Mission, regia di Fabrizio De Angelis (1986)
- Notte d'estate con profilo greco, occhi a mandorla e odore di basilico, regia di Lina Wertmüller (1986)
- Camping del terrore, regia di Ruggero Deodato (1987)
- Striker, regia di Enzo G. Castellari (1987)
- Giulia e Giulia, regia di Peter Del Monte (1987)
- La notte degli squali, regia di Tonino Ricci (1988)
- Appuntamento a Liverpool, regia di Marco Tullio Giordana (1988)
- Il triangolo della paura (Der Commander), regia di Antonio Margheriti (1988)
- Gioco al massacro, regia di Damiano Damiani (1989)
- Sinbad of the Seven Seas, regia di Enzo G. Castellari (1989)
- Paprika, regia di Tinto Brass (1991)

### Televisione
- Il piccolo Archimede, regia di Gianni Amelio – film TV (1979)
- Big Man, episodio Boomerang, regia di Steno – film TV (1987)

## Doppiatori italiani
- Renzo Palmer in L'asino d'oro: processo per fatti strani contro Lucius Apuleius cittadino romano
- Carlo Valli in I due carbinieri